# Liberale und Egalitäre Jüdische Gemeinde Ner Tamid b’Keramim Reutlingen
Die Liberale und Egalitäre Jüdische Gemeinde Ner Tamid b’Keramim e. V. (deutsche Übersetzung des Namens: ewiges Licht in den Weinbergen) mit Sitz in Reutlingen in Baden-Württemberg ist neben der orthodox geführten Israelitische Religionsgemeinschaft Württemberg (IRGW) die einzige unabhängige jüdische Gemeinde progressiver Richtung in der Metropolregion Stuttgart.

## Geschichte
Das progressive Judentum ist in Deutschland nicht stark vertreten. Der Zentralrat der Juden in Deutschland meldete für das Jahr 2019 circa 95.000 Juden, die Mitglied in einer Jüdischen Gemeinde waren. Davon waren circa 5200 Mitglied in den Gemeinden der Union progressiver Juden in Deutschland (UPJ). Die Zahl der in Deutschland lebenden Juden wird auf ca. 200.000 geschätzt.
Die Mehrzahl der progressiven Gemeinden befindet sich in den nördlichen Bundesländern. Im süddeutschen Raum ist das progressive Judentum in Bayern und Hessen gut vertreten. Bis März 2020 war die Egalitäre Chawurah Gescher in Freiburg im Breisgau die einzige progressive Gemeinde in Baden-Württemberg. 
Im März 2020 sammelten sich eine kleine Gruppe von Juden in Stuttgart, um über die Gründung einer progressiven Gemeinde zu diskutieren. Es bestand das Interesse für die Gründung einer progressiven Gemeinde vor allem, um den nicht-orthodoxen Juden und mittlerweile einer Vielzahl an israelischen Mitbürgern, die für große deutsche Unternehmen tätig sind, ein gemeinsames Dach zu bieten. 
Die Gemeinde Ner Tamid b’Keramim erhielt im August 2020 eine eigene Tora-Rolle (Sefer Tora) aus Kalabrien. Obwohl die Gemeinde ihren Sitz in Reutlingen hat, fanden Treffen, Gottesdienste und Feiern bei den Mitgliedern in Privaträumen statt, da die Gemeinde derzeit noch über keinen eigenen Raum verfügt. Auf Grund der Corona-Pandemie treffen sich die Mitglieder online.

## Ausrichtung
Ner Tamid b’Keramim versteht sich als liberal und egalitär und lehnt sich an das progressive Judentum an. Männer und Frauen haben unabhängig von ihren sexuellen Orientierungen die gleichen Rechte und Pflichten in allen Bereichen des Gemeindelebens. So sitzen zum Beispiel Männer und Frauen während des Gottesdienstes zusammen.